# Suối La La
Sông La La (trong thơ ca gọi là suối La La) là một phụ lưu của sông Sê Pôn chảy ở huyện Hướng Hóa tỉnh Quảng Trị, Việt Nam . Sông có chiều dài 20 km.

## Dòng chảy
Sông La La khởi nguồn từ các suối ở phần nam xã Hướng Tân huyện Hướng Hóa, chảy về đông nam. 16°35′46″B 106°45′56″Đ / 16,59611°B 106,76556°Đ Qua xã Tân Liên sang thị trấn Khe Sanh sông đổi hướng tây nam, chảy qua Tân Lập và Tân Long thì đổ vào sông Sê Pôn . Tại thị trấn Khe Sanh có thủy điện nhỏ, với hồ nước ở cạch quốc lộ 9.

## Thơ ca
Bài hát "Dòng suối La La" của Nhạc sĩ Huy Thục sáng tác năm 1967 để ca ngợi dũng sỹ Bùi Ngọc Đủ cùng đồng đội đã chiến đấu chống quân Mỹ ở đồi không tên . Bài hát "Chiều trên Gio Cam giải phóng" có nhắc đến con suối La La.